# 顕徳町
顕徳町（けんとくまち）は、大分県大分市中心部にある地区の地名である。現行行政地名は顕徳町一丁目から顕徳町三丁目。住居表示実施済区域。

## 地理
北及び東を国道10号、南を九州旅客鉄道（JR九州）日豊本線及び豊肥本線、西を大手通りに囲まれた地区で、北で金池町、錦町に、東で錦町に、南で六坊北町に、西で金池町に隣接している。地区内は、西から東に1-3丁目に分かれる。

## 歴史
大友宗麟が1553年（天文22年）に建立したキリスト教の教会堂がこの地にあったとされる。この教会堂はデウス堂または天徳寺（後に転訛して顕徳寺）と呼ばれたことから、この地区は顕徳寺町と呼ばれるようになり、1964年（昭和39年）4月1日の住居表示実施によって顕徳町となった。
近年、町域の東部で中世の大友氏の館跡が発掘され、大友氏遺跡として史跡に指定されている。大分市では、2019年度までに庭園を、また、2029年度を目途に館の中核施設（主殿）を復元し、歴史公園として整備する方針である。

## 世帯数と人口
2022年（令和4年）3月31日現在（大分市発表）の世帯数と人口は以下の通りである。
| 丁目         | 世帯数  | 人口    |
| ------------ | ------- | ------- |
| 顕徳町一丁目 | 378世帯 | 665人   |
| 顕徳町二丁目 | 261世帯 | 364人   |
| 顕徳町三丁目 | 203世帯 | 431人   |
| 計           | 842世帯 | 1,460人 |

### 人口の変遷
国勢調査による人口の推移。
| 1995年（平成7年）  | 1,753人 | [ 7 ]  |  |
| 2000年（平成12年） | 1,667人 | [ 8 ]  |  |
| 2005年（平成17年） | 1,605人 | [ 9 ]  |  |
| 2010年（平成22年） | 1,380人 | [ 10 ] |  |
| 2015年（平成27年） | 1,157人 | [ 11 ] |  |
| 2020年（令和2年）  | 1,581人 | [ 12 ] |  |

### 世帯数の変遷
国勢調査による世帯数の推移。
| 1995年（平成7年）  | 783世帯 | [ 7 ]  |  |
| 2000年（平成12年） | 763世帯 | [ 8 ]  |  |
| 2005年（平成17年） | 809世帯 | [ 9 ]  |  |
| 2010年（平成22年） | 755世帯 | [ 10 ] |  |
| 2015年（平成27年） | 685世帯 | [ 11 ] |  |
| 2020年（令和2年）  | 916世帯 | [ 12 ] |  |

## 学区
市立小・中学校に通う場合、学区は以下の通りとなる（2022年4月時点）。
| 丁目         | 番・番地等    | 小学校             | 中学校                 |
| ------------ | ------------- | ------------------ | ---------------------- |
| 顕徳町一丁目 | 全域          | 大分市立金池小学校 | 大分市立上野ヶ丘中学校 |
| 顕徳町二丁目 | 全域          | 大分市立金池小学校 | 大分市立上野ヶ丘中学校 |
| 顕徳町三丁目 | 1・2番 4・5番 | 大分市立金池小学校 | 大分市立上野ヶ丘中学校 |
| 顕徳町三丁目 | 3番           | 大分市立長浜小学校 | 大分市立上野ヶ丘中学校 |

## 事業所
2016年（平成28年）現在の経済センサス調査による事業所数と従業員数は以下の通りである。
| 丁目         | 事業所数 | 従業員数 |
| ------------ | -------- | -------- |
| 顕徳町一丁目 | 20事業所 | 93人     |
| 顕徳町二丁目 | 20事業所 | 148人    |
| 顕徳町三丁目 | 27事業所 | 199人    |
| 計           | 67事業所 | 440人    |

## 交通

### 道路
- 国道10号

## 施設
- 大友氏遺跡
- デウス堂址[15]

## その他

### 日本郵便
- 郵便番号 : 870-0025[2]（集配局 : 大分中央郵便局[16]）。